# Antonio Harvey
Antonio Lydell Harvey (Pascagoula, 6 luglio 1970) è un ex cestista statunitense, professionista nella NBA e in Europa.

## Palmarès
- USBL All-Defensive Team (1993)
- Miglior stoppatore USBL (1993)